# لطفیار ایمانوف

لطفیار ایمانوف (به ترکی آذربایجانی: Lütfiyar İmanov) (۱۷ آوریل ۱۹۲۹، سابیرآباد - ۲۱ ژانویه/۲۲ ژانویه ۲۰۰۸) خواننده اپرای آذربایجانی است. مشهورترین اثر وی ایفای نقش کوراوغلی در اپرای کوراوغلی ساخته اوزیر حاجی‌بیف است.
ایمانوف در سال‌های ۱۹۵۴–۱۹۵۷ در مدرسه موسیقی آصف زینالی باکو و سپس در سال‌های ۱۹۶۲–۱۹۶۸ در دانشگاه فرهنگ و هنرهای زیبای آذربایجان تحصیل کرده‌است.
ایمانوف کنسرت‌هایی را در هندوستان، نروژ، بلغارستان، کوبا، چک، لهستان، آلمان، ترکیه، ژاپن، کویت، سوریه، اردن، فرانسه، ایتالیا، بلژیک، هلند، اسپانیا، مالت، مجارستان، یونان و … برگزار کرده‌است. 
رئوف و فایک دوئت پاپ مشهور روسی با اصالت آذربایجانی نوه های لطفیار ایمانوف هستند 

## زندگی
لطفیار ایمانوف ۱۷ آوریل ۱۹۲۹ در سابیرآباد در آذربایجان شوروی به دنیا آمد. او دانش‌آموخته رشته خوانندگی از مدرسه موسیقی آصف زینالی آذربایجان در سال ۱۹۵۷ بود. در آن زمان، او با گروه‌های مختلف کر و ارکسترهای آذربایجانی همکاری می‌کرده‌است.
.

## کارنامه
آغاز فعالیت‌های لطفیار ایمانوف به سال ۱۹۵۷، زمانی که او نقش اصلی را در نمایش اپرای کوراوغلو از عزیر حاجی‌بیگف در مسکو ایفا کرد، بازمی‌گردد. به دنیال فارغ‌التحصیلی در تئاتر دولتی کمدی موزیکال آذربایجان شروع به کار کرده و در سال ۱۹۵۹ محل کار خود را به آکادمی ملی اپرا و تئاتر باله آذربایجان عوض کرد، که تا آخر عمرش آنجا مشغول به کار شد. در سال ۱۹۶۲، وی یک دوره آموزشی شش پایه‌ای را در زمینه مطالعات درام در دانشگاه دولتی فرهنگ و هنر آذربایجان گذراند. لطفیار ایمانوف در سالهای ۱۹۶۵ و ۱۹۷۵، در دوره مهارت‌افزایی و آموزش‌های تخصصی به ترتیب در تالار بولشوی مسکو و در تئاترو لا اسکالا شهر میلان پشت سر گذاشت. او از ایفای نقش اصلی در بیش از ۳۰ اپرا از سال ۱۹۶۸ به بعد در کارنامه خود برخوردار بود. از لطفیار ایمانوف با اعطاء جایزه هنرمند مردمی آذربایجان شوروی در سال ۱۹۶۷ و جایزه هنرمند مردمی اتحاد جماهیر شوروی در سال ۱۹۷۷ تقدیر به عمل آمد.
در کنار فعالیت‌های اپرایی‌اش، او به تدریس نیز می‌پرداخت، عمدتاً در آکادمی موسیقی باکو و نیز در مدارس موسیقی شهرهای استانبول و ازمیر کشور ترکیه. در دهه ۱۹۹۰، این هنرمند سفرهای کاری به ایران، ایتالیا، بریتانیا و آلمان انجام داد. لطفیار ایمانوف در انتخابات سال‌های ۱۹۸۰ و ۱۹۸۵، به مجلس شورای عالی آذربایجان شوروی راه یافت.
لطفیار ایمانوف ۲۱ ژانویه سال ۲۰۰۸ درگذشت و در پارک مفاخر باکو دفن شد.

## نقش‌ها در اپرا
- کوراوغلی (کوراوغلی، اوزیر حاجی‌بیف)
- بالاش (سویل، ف.امیروف)
- آیاز (آزاد، ج. جهانگیروف)
- واقف (واقف، ر. مصطفی‌اف)
- الیار (نرگس، مسلم ماقمایف)
- بهادر (بهادر و سونا، س. علی‌اصغروف)
- خوزه (کارمن، ج. بیزه)
- اوتللو (اوتللو، سی. وردی)
- فاوست (فاوست، ش. قونو)

## نشان‌ها و جوایز
- هنرمند شایسته آذربایجان شوروی: ۱۰ ژوئن سال ۱۹۵۶
- جایزه هنرمند مردمی آذربایجان شوروی- ۷ ژوئیه سال ۱۹۶۷
- جایزه هنرمند مردمی اتحاد جماهیر شوروی- ۲۰ ژانویه سال ۱۹۷۷
- نشان پرچم سرخ کار
- «نشان شهرت» جمهوری آذربایجان
- نشان استقلال جمهوری آذربایجان- ۱۶ آوریل سال ۱۹۸۸
- مستمری انفرادی رئیس‌جمهور جمهوری آذربایجان- ۱۱ ژوئن سال ۲۰۰۲